# 브로츠와프 국립박물관
브로츠와프 국립박물관(폴란드어: Muzeum Narodowe we Wrocławiu)은 폴란드 돌니실롱스크주 브로츠와프에 소재한 국립박물관이다. 1947년 3월 28일에 설립되어 1948년 7월 11일에 공식 개관하였다. 이 박물관은 폴란드에서 가장 큰 규모의 현대 미술 컬렉션을 보유하고 있다.